# Vanikoro (chi ốc biển)
Vanikoro là một chi ốc biển rất nhỏ, là động vật thân mềm chân bụng sống ở biển trong họ Vanikoridae.

## Các loài
Các loài thuộc chi Vanikoro bao gồm:
- Vanikoro cancellata (Lamarck, 1822)
- Vanikoro cuvieriana (Recluz, 1845)
- Vanikoro distans (Recluz, 1845)
- Vanikoro granulosa Recluz, 1845
- Vanikoro kilburni
- Vanikoro ligata (Recluz, 1843)
- Vanikoro mauritii (Recluz, 1845)
- Vanikoro plicata (Recluz, 1844)
- Vanikoro striatus (d'Orbigny, 1842)
- Vanikoro sulcatus (d'Orbigny, 1842)[3]

## Hình ảnh

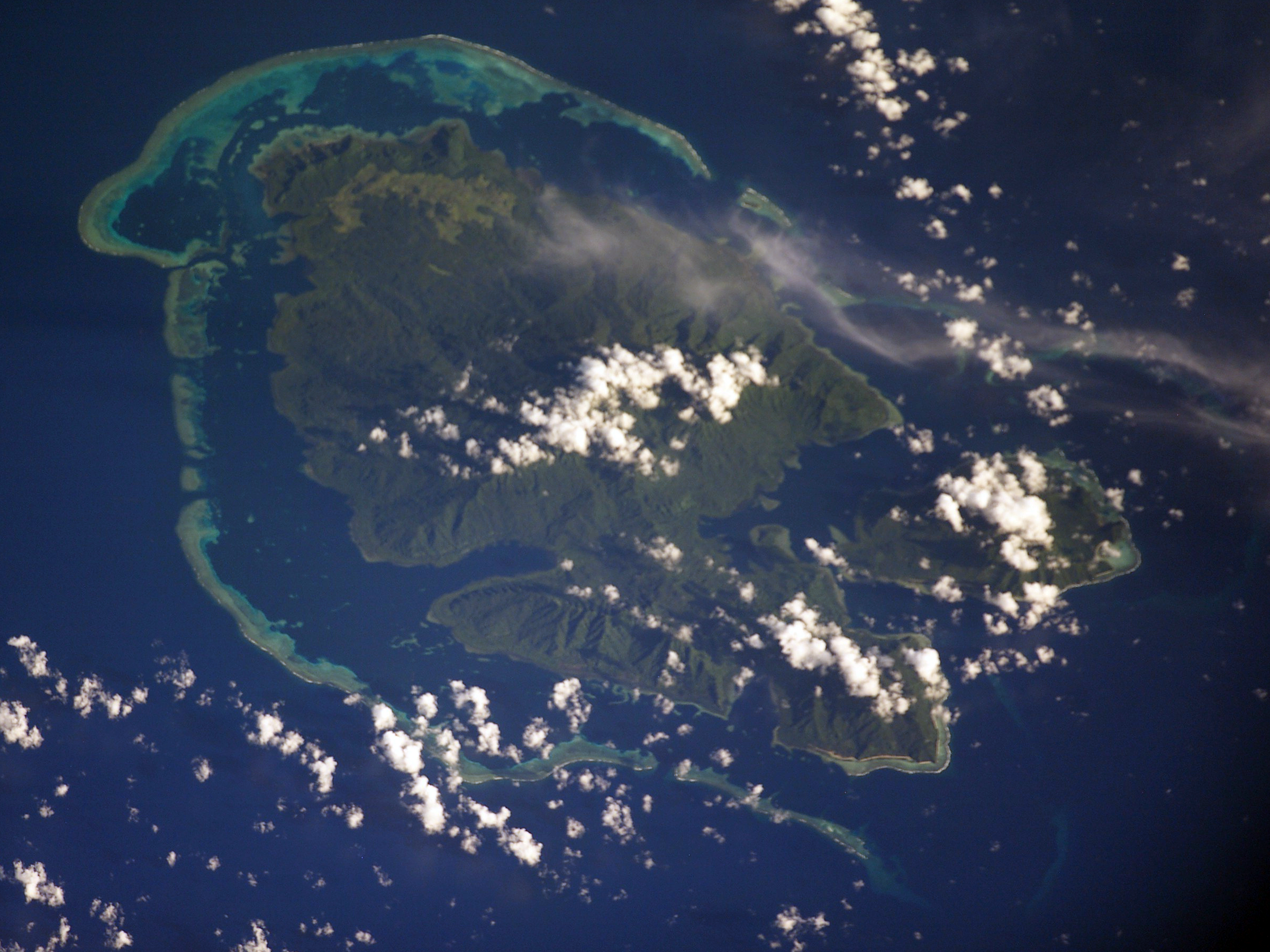
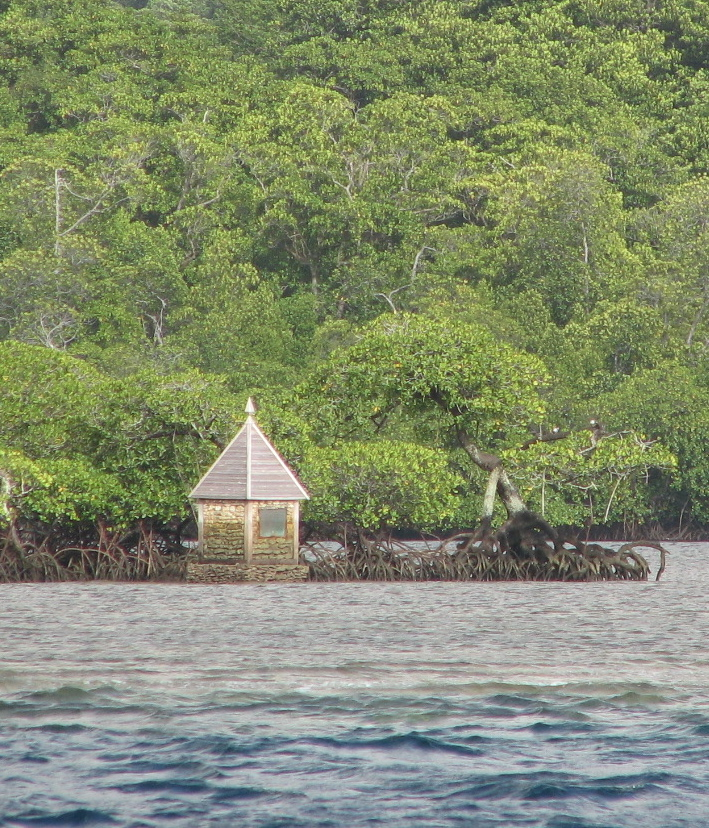
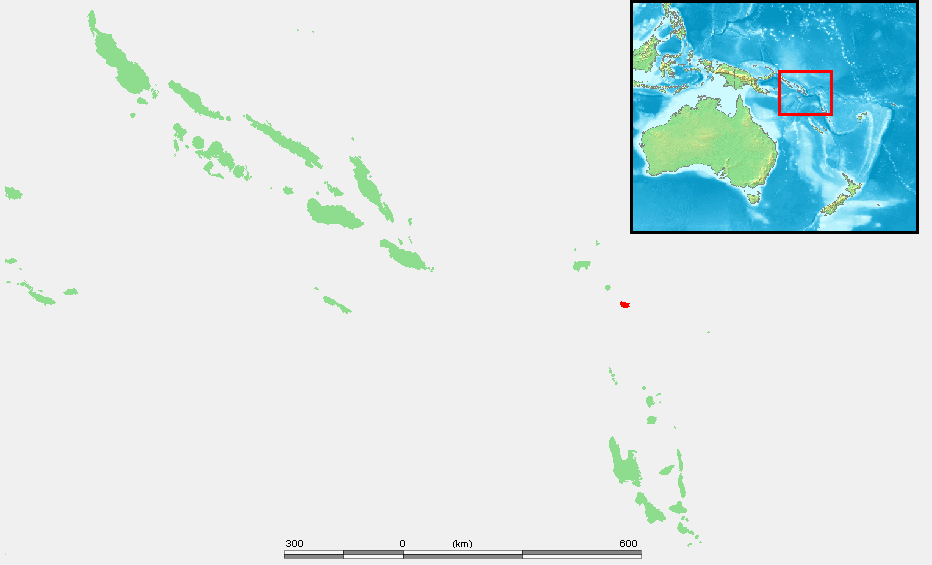
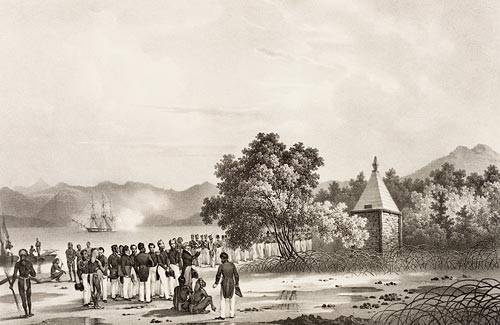